# Bainet (arrondissement)
Bainet (Haïtiaans-Creools: Benè) is een arrondissement van het Haïtiaanse departement Sud-Est, met 136.000 inwoners inwoners. De postcodes van dit arrondissement beginnen met het getal 92.
Het arrondissement Bainet bestaat uit de volgende gemeenten:
- Bainet (hoofdplaats van het arrondissement)
- Côtes-de-Fer